# Tour della nazionale maschile di rugby a 15 dell'Irlanda 1999
La nazionale di rugby a 15 dell'Irlanda nel 1999 si reca per la quarta volta in Australia per effettuare un tour in cui tra l'altro debutta in ambito internazionale Brian O'Driscoll. Il tour serve da preparazione per l'imminente Coppa del Mondo di rugby 1999.

## Risultati
In azzurro i test ufficiali 
| Woy Woy 31 maggio 1999 | New South Wales Country XV | 6 – 43 | Irlanda XV |  |

| Sydney 6 giugno 1999 | New South Wales | 39 – 24 | Irlanda XV |  |

| Brisbane 12 giugno 1999 | Australia | 46 – 10 | Irlanda |  |

| Perth 19 giugno 1999 | Australia | 32 – 26 | Irlanda |  |